# Cyllène (naïade)
Pour les articles homonymes, voir Cyllène.

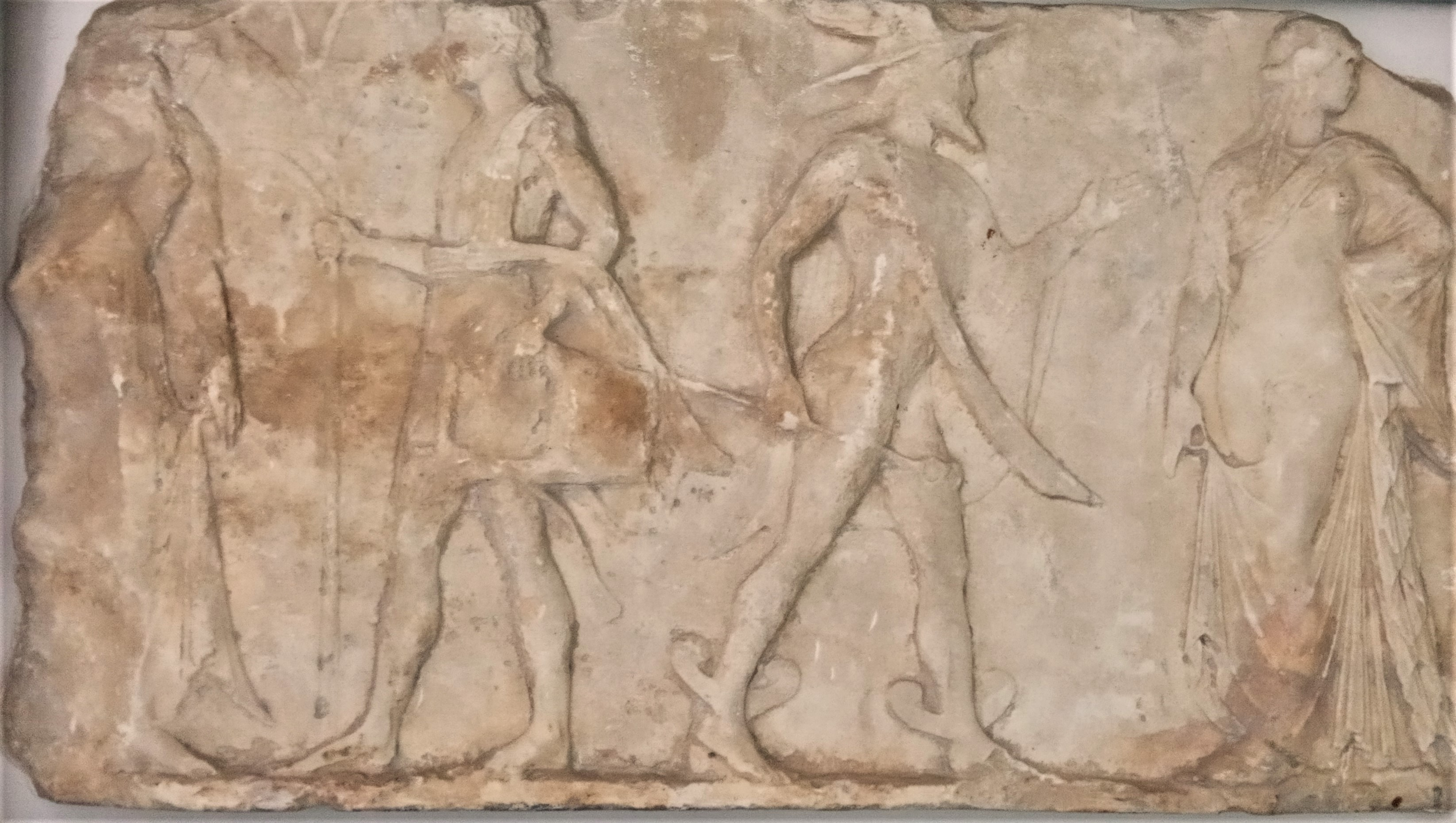
Artémis, Apollon, Hermès et Cyllène, conservé au Musée archéologique d'Odessa

Dans la mythologie grecque, Cyllène (en grec ancien Κυλλήνη / Kullếnê) est une naïade (ou oréade selon certaines versions), fille de Zeus et de Dino et nourrice d'Hermès enfant.
Selon certains auteurs, elle a avec Pélasgos un fils, Lycaon qui devint roi d'Arcadie où se trouve d'ailleurs le Mont Cyllène, nommé ainsi en son honneur, tandis que d'autres disent qu'elle est l'épouse de Lycaon qui aurait alors pour mère l'Océanide Mélibée.